# Elliott (Illinois)
Elliott és una vila dels Estats Units a l'estat d'Illinois. Segons el cens del tenia 341 habitants.

## Demografia
Segons el cens del 2000, Elliott tenia 341 habitants, 127 habitatges, i 106 famílies. La densitat de població era de 274,3 habitants/km².
Dels 127 habitatges en un 37,8% hi vivien nens de menys de 18 anys, en un 64,6% hi vivien parelles casades, en un 12,6% dones solteres, i en un 16,5% no eren unitats familiars. En l'11,8% dels habitatges hi vivien persones soles el 6,3% de les quals corresponia a persones de 65 anys o més que vivien soles. El nombre mitjà de persones vivint en cada habitatge era de 2,69 i el nombre mitjà de persones que vivien en cada família era de 2,87.
Per edats la població es repartia de la següent manera: un 28,7% tenia menys de 18 anys, un 9,1% entre 18 i 24, un 24,9% entre 25 i 44, un 24,6% de 45 a 60 i un 12,6% 65 anys o més.
L'edat mediana era de 36 anys. Per cada 100 dones de 18 o més anys hi havia 94,4 homes.
La renda mediana per habitatge era de 41.000 $ i la renda mediana per família de 44.375 $. Els homes tenien una renda mediana de 30.556 $ mentre que les dones 25.000 $. La renda per capita de la població era de 18.203 $. Aproximadament el 6,4% de les famílies i el 8,5% de la població estaven per davall del llindar de pobresa.

## Poblacions properes
El següent diagrama mostra les poblacions més properes.